# Plan d'approvisionnement, de production et de distribution du pétrole

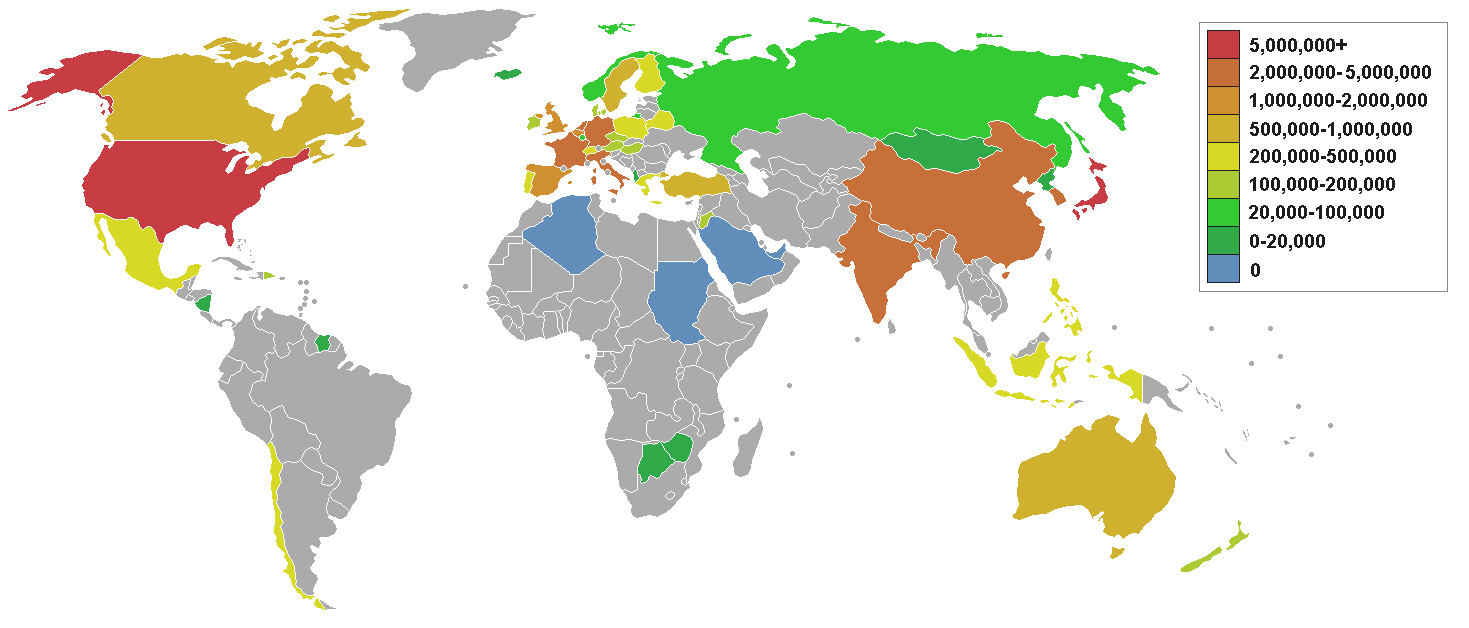
Carte des pays importateurs de pétrole

D'une manière générale, la plupart des sociétés pétrolières, afin de faire des prévisions à long terme, à moyen terme et à court terme, établissent un plan d'approvisionnement, de production et de distribution du pétrole : plan sur l'approvisionnement en bruts, sur l'utilisation de leurs outils de travail et sur l'alimentation de leurs débouchés potentiels.
Pour ce faire, elles font appel à la recherche opérationnelle basée sur l'utilisation de l'optimisation linéaire en flux continu (ou en variables continues), le seul inconvénient étant l'écriture d'une matrice linéaire. En effet, très souvent, les grandes compagnies internationales possèdent des dizaines de raffineries réparties à travers le monde entier. Si une telle matrice devait être écrite à la main, il faudrait une équipe de dizaines d'ingénieurs spécialistes et des mois de travail en continu.
Heureusement, il existe des langages spécialisés qui permettent de créer une telle matrice avec plus de facilité et moins de temps. Un de ces langages existe depuis 1968 et a été créé par une petite société basée à New Jersey (USA), Haverly Systems Inc. (HSI), créée par Harry Haverly.
Au départ, HSI a créé deux langages différents, l'un pour être utilisé par des ordinateurs de Control Data et appelé PDS, Problem Descriptor System, et l'autre pour être utilisé par des ordinateurs IBM et appelé « OMNI ». Mais par la suite, le PDS a été abandonné au profit d'OMNI qui tourne à l'heure actuelle sur toutes les machines.
OMNI est un générateur de matrice linéaire bidimensionnelle et en même temps un langage pour créer des rapports en clair. Moyennant une définition précise des contraintes, ainsi que le sens de celles-ci, des variables, des données techniques physiques, chimiques, financiers, etc., on peut créer des matrices de très grande taille avec des milliers d'équations en un laps de temps très court.
Dans le langage du métier, une matrice linéaire (voir optimisation linéaire) comporte deux entrées :
- L'entrée des lignes ou rows en anglais ;
- l'entrée des colonnes ou columns en anglais.

En plus il y a ce qu'on appelle des « seconds membres » (Right Hand Side, RHS) pour entrer les valeurs des contraintes et des bornes (ou bounds) et pour entrer des valeurs dans les variables à optimiser.

## Structure simplifiée d'un générateur de matrice linéaire
Nous allons décrire ci-après, et de manière simplifiée, la structure d'un générateur de matrice linéaire de problème d'OL (optimisation linéaire). On commence par créer un dictionnaire, dans lequel on décrit les différentes classes de :
- bruts à traiter ;
- unités à faire fonctionner ;
- modes opératoires de ces unités ;
- flux de produits initiaux, intermédiaires et finis.

puis on crée un certain nombre de tables contenant :
- les rendements des unités ;
- les propriétés des flux ;
- les consommations des unités ;
- les logiques des mélanges et des versements ;
- les spécifications des produits.

À partir de ces données, on crée des contraintes, puis des variables utilisant ces contraintes et enfin, les valeurs des contraintes et celles des variables.
En général, l'écriture d'une telle matrice, entre le moment où l'on collecte les premières données et celui où l'on lance la première optimisation, demande environ 9 mois pour une seule raffinerie complexe.
Presque toutes les grandes compagnies utilisent cet outil. Bien sûr, il existe à l'heure actuelle des progiciels générateurs automatiques de matrice linéaire et de rapports en clair (PIM'S de Bechtel par exemple), mais ce ne sont que des boîtes noires où l'utilisateur ne sait pas très bien ce qui se passe à l'intérieur. Par comparaison, disons que ces derniers sont des vêtements en prêt à porter tandis que OMNI est un vêtement sur mesure. Ces progiciels sont réservés aux personnes qui répugnent les mathématiques et les générateurs de matrices par écritures sont réservés aux personnes qui considèrent que les mathématiques sont une distraction.
OMNI est donc un générateur de matrice linéaire et un outil pour créer des rapports en clair, c’est-à-dire des tableaux reproduisant les résultats obtenus après optimisation et dont tout commun des mortels peut lire et comprendre. En effet, pour l'optimisation du problème, toutes les contraintes (ou lignes ou rows) sont codées. Il en est de même pour les variables (ou colonnes ou columns). En écrivant les tableaux de rapports en clair, le spécialiste en programmation et en pétrole va traduire et transformer ces codes en langage clair et normal compréhensible pour tout le monde.
C'est à l'aide de la matrice linéaire qu'on fait de la recherche opérationnelle servant de guide dans l'établissement des plans d'approvisionnement, de production et de distribution.
En effet, afin de prévoir à long, moyen et court termes, l'approvisionnement en bruts, l'utilisation des unités de raffinage et l'alimentation des débouchés, on construit :
- des plans à long terme ;
- des plans à moyen terme ;
- des plans à court terme ;
- des plans mensuels.

Pour faire un modèle linéaire, il faut d'abord avoir des données techniques et économiques concernant le problème. Aussi, la plupart des compagnies ont des bases de données diverses pour alimenter en données, le modèle linéaire. Ci-après se trouve une de ces bases de données ; ce n'est pas la seule base qui existe, mais c'est l'une des bases indispensables :

## Plans à long terme
Les plans à long terme sont des plans de prévision à l'horizon de cinq ans au maximum.
Comme il a été dit, la plupart des grandes compagnies internationales possèdent des dizaines de raffineries réparties dans le monde entier, une flotte organique de tankers pour le transport des bruts et des produits finis, et elles sont propriétaires ou en association avec les autres des dizaines de bruts de qualités différentes ainsi que des réseaux de distribution répartis sur tous les continents.
Pour faire des prévisions à long terme de tout cet ensemble de biens, elles établissent des plans à long terme. Et l'élaboration de ces plans s'appuie sur la recherche opérationnelle.
Pour ce faire, on commence par estimer la production de pétrole brut en différents lieux, le prix estimé pour chacun des bruts, le coût de transport entre les lieux de production et les raffineries, la disponibilité des bateaux. Comme le prix du brut est exprimé en dollars US par baril (1 baril = 159 litres environ), dans le monde qui utilise le système métrique, on tient compte également du nombre de barils (ou barrels) par tonne métrique.
Côté raffinage, pour chacune des raffineries existantes, et selon la structure de raffinage de chacune de ces raffineries (distillation atmosphérique seule, distillation + reformage, distillation + reformage + craquage, etc.), on estime le nombre de jours de fonctionnement par an pour chacune des unités de raffinage.
Pour chacune de ces unités de raffinage, on doit également fournir des rendements (yields en anglais) en masse pour ceux qui utilisent le système métrique, et des rendements en volume pour ceux qui utilisent le système de mesure anglo-saxon. On appelle rendements d'un brut ou d'une charge qui alimente une unité de raffinage, ce sont les pourcentages (en masse ou en volume) de chacun des produits issus de ce brut ou de cette charge après traitement dans l'unité.
Les caractéristiques physiques (densité, point de congélation, point de trouble, point d'écoulement, nombre d'octane, teneur en soufre, viscosité, etc.) et chimiques de chacune des fractions extraites de chacune des unités de traitement ou servant de charge à ces unités doivent également être fournis. Comme c'est une technique d'optimisation linéaire, c’est-à-dire que toutes les caractéristiques physiques devraient suivre la loi des mélanges linéaires ; or ce n'est pas du tout le cas. Les propriétés en question n'obéissent pas du tout à une variation linéaire (voir l'article sur le raffinage du pétrole).
Aussi à la place de ces caractéristiques, on introduit dans le modèle mathématique des indices linéaires qui les remplacent afin d'obéir de manière linéaire aux lois des mélanges.
Côté débouchés et pour chacun des canaux de distribution (voir Pétrole, section Distribution des produits pétroliers), on estime les quantités de chacun des produits à approvisionner ainsi que les échanges avec confrères (voir Pétrole, section Distribution des produits pétroliers). Pour les excédents et/ou les déficits de ces produits, les prix sont également fournis.
Il ne faut pas perdre de vue que ce modèle de plan à long terme englobe toutes les raffineries du groupe pétrolier réparties sur la planète. Aussi la collecte des données se fait longtemps à l'avance (environ six mois à l'avance). Une fois que toutes les données sont collectées, il faut aussi vérifier, la vraisemblance de ces données, les rectifier en cas de besoin et les entrer dans le modèle.
Si tout est en ordre, on lance une série de tests préliminaires, puis l'optimisation proprement dite. Trois sortes de résultats obtenus sont possibles :
- Le problème est impossible et la solution est infaisable ;
- Le problème tombe dans un domaine infini ;
- Le problème donne un résultat optimal.

Dans le premier cas, on est en présence qu'une ou plusieurs contraintes soient mal définies. Dans le deuxième cas, on est en présence qu'une ou plusieurs variables ne soient pas bornées. Auquel cas il faut trouver et corriger les erreurs avant de relancer l'optimisation.
Si le problème donne un résultat optimal, le travail n'est pas fini pour cela. Il faut encore examiner d'assez près les résultats pour savoir s'ils sont vraisemblables. Si la réponse est positive, c'est qu'on a énormément de chance car, avec une matrice contenant des dizaines de raffineries, il est extrêmement rare qu'il n'y ait aucune erreur dans les données.
En général, c'est en modelant les hypothèses et en cernant de plus en plus les résultats qu'on arrive à avoir une solution optimale vraisemblable. C'est un travail de réflexion et d'appréciation. Après quelques dizaines de corrections et d'optimisations, la solution finale est présentée aux responsables et aux décideurs.
Si la solution est adoptée, le plan va servir de guide pour les investissements futurs du Groupe.
On peut examiner ci-après le système d'élaboration budgétaire standard d'un groupe pétrolier quelconque :

## Plans à moyen terme
Les plans à long terme sont utilisés surtout pour avoir des idées ou des orientations pour les investissements dans le futur. Afin de pouvoir travailler dans un proche avenir, les compagnies pétrolières élaborent des plans à moyen terme ou des plans annuels.
Ces plans vont servir à établir le budget annuel du Groupe pétrolier. C'est encore un plan qui englobe la totalité des ressources et des débouchés du Groupe. Pour ce faire, on extrait du plan quinquennal (ou du plan triennal si c'est un plan à trois ans) les résultats de l'année A+1 qui vont être réactualisés et vont servir d'hypothèses pour l'élaboration du plan annuel.
Ainsi, les disponibilités en bruts, en quantités aussi bien qu'en qualités, les prix, les disponibilités des unités de raffinage, les rendements, les spécifications des produits, les débouchés des différents canaux de distribution et éventuellement certains nouveaux débouchés, les transports maritimes sont mis à jour avant d'élaborer le budget annuel.
Pour faire le budget, toutes les entités du Groupe qui sont concernées sont impliquées dans la fourniture des données d'hypothèses. La démarche dans l'élaboration du plan est à peu près la même que celle utilisée dans le plan quinquennal (ou triennal).
C'est ainsi que du côté approvisionnement en bruts, on révise les disponibilités selon les sources d'approvisionnements, les possibilités d'achats « spot », les prix sont ainsi réactualisés également. Quant aux raffineries, pour chacune de celles-ci, les nombres de jours opérationnels de chacune des unités de traitement sont également réactualisés. Il en est de même du côté transports maritimes, disponibilités et taux « Worldscale » sont mis à jour. Côté distribution, les échanges avec confrères, la fournitures des produits pour alimenter les différents canaux de distribution (administration, armée, aviation, marine, etc.) sont réactualisés par les différents divisions de la distribution.
La mise à jour d'une telle matrice demande beaucoup de travail et d'attention car les spécialistes, une fois que les données sont fournies par les différentes entités du groupe, doivent faire la vérification avant d'introduire ces données dans le modèle. Pour exemple, une matrice contenant 25 raffineries d'un groupe pétrolier comporte environ 2 500 contraintes et 3 500 à 3 700 variables et possède des milliers de données à vérifier et à corriger.
Une fois que les résultats sont obtenus et approuvés par les responsables et les décideurs, le budget annuel est plus ou moins figé (en réalité, il y a toujours des modifications de dernière heure, car rien n'est statique dans ce métier) et va servir de base pour la construction du plan à court terme ou du plan trimestriel.
Ci-après le schéma donnant la marche à suivre pour élaborer un plan triennal ou quinquennal et un plan annuel :

## Plans à court terme
Une fois que le budget annuel est approuvé, on élabore des plans à court terme ou des plans trimestriels. À ce niveau, ce n'est plus un plan global mais plutôt un plan régional, c’est-à-dire que chaque direction régionale va élaborer elle-même son plan trimestriel pour sa région (souvent la région est un pays). En partant des résultats annuels, le Groupe va envoyer vers les régions les données issues de ces résultats afin que la direction régionale puisse bâtir son propre plan trimestriel.
Le plan trimestriel est un plan glissant c’est-à-dire un plan dynamique qui progresse au fur et à mesure que le temps passe car les approvisionnements aussi bien que les transports ou les débouchés évoluent constamment.

## Plans mensuels
Ce plan est le travail de chacune des raffineries du Groupe. En effet à ce niveau, l'optimisation doit être très réaliste et très souvent, la raffinerie se trouve loin des directions. Aussi on conçoit un petit modèle spécifique pour chaque raffinerie et c'est le service informatique de la raffinerie qui chargé de la maintenance et de l'exécution du modèle.
À ce niveau, les données sont révisées à peu près 15 jours avant le lancement de l'optimisation. Sachant à l'avance quels sont les débouchés à fournir en quantités et en qualités, les arrivages de bruts tout au long du mois à venir, les disponibilités des unités, les moyens d'expédition etc., la raffinerie procède à l'optimisation du modèle linéaire.
Malgré cette proximité du temps, il existe toujours des aléas de dernière heure (par exemple tempête en mer, unité en panne…) qui fausse tout et tout est à refaire.
Si tout est en ordre sans incident majeur, la raffinerie va suivre les résultats obtenus pour faire fonctionner la raffinerie, mais avec des corrections mineures car on est toujours dans un monde dynamique.

## En résumé
La planification long/moyen/court terme d'un groupe pétrolier se résume à faire :
1. la planification à long terme (à horizon 3 ou 5 ans) ;
2. la planification à moyen terme et l'élaboration du budget annuel ;
3. la planification à court terme/trimestrielle avec des périodes glissantes ;
4. l'élaboration du plan mensuel de chacune des raffineries du groupe ;
5. l'ordonnancement journalier basé sur une période hebdomadaire / décadaire ;
6. l'établissement du bilan matière mensuel de chaque raffinerie ;
7. le post-contrôle des productions et contrôle des performances.

Afin d'illustrer ces propos, le schéma représente la façon de comparer le virtuel et le réel dans la production d'une raffinerie :
D'autres outils de calculs linéaire et/ou scientifiques sont couramment utilisés pour compléter les plans ci-dessus.